# Martin Trunz
Martin Trunz, né le 2 mai 1970, est un ancien sauteur à ski suisse.

## Palmarès

### Jeux Olympiques
| Épreuve / Édition | Albertville 1992 | Lillehammer 1994 |
| Petit Tremplin    | 41e              | 40e              |
| Grand Tremplin    | 31e              | 51e              |

### Championnats du monde
| Épreuve / Édition | Val di Fiemme 1991 | Falun 1993 | Thunder Bay 1995 |
| Petit Tremplin    | 25e                | 38e        | 13e              |
| Grand Tremplin    | 48e                | 26e        | 23e              |
| Par Equipes       | 6e                 |            | 5e               |

### Championnats du monde de vol à ski
| Épreuve / Édition | Harrachov 1992 | Kulm 1996 |
| Individuel        | 6e             | 40e       |

### Coupe du monde
- Meilleur classement final: 23e en 1992.
- Meilleur résultat: 6e.